# David Austin Konderla
David Austin Konderla (Bryan, Texas, EUA, 3 de junho de 1960) é um ministro americano e bispo católico romano de Tulsa.
David Konderla foi ordenado sacerdote em 3 de junho de 1995 para a Diocese de Austin.
Em 13 de maio de 2016, o Papa Francisco o nomeou Bispo de Tulsa. O arcebispo de Oklahoma City, Paul Stagg Coakley, doou-lhe a consagração episcopal em 29 de junho do mesmo ano. Co-consagradores foram seu antecessor Edward James Slattery e o Bispo de Austin, Joe Steve Vásquez.